# Z-поезія
«Z-поезія» (рос. Z-поэзия) — літературний рух у Російській Федерації часів вторгнення в Україну з 2022 року. Вид творчості отримав назву від символу «Z», який було нанесено на російську бронетехніку, що в'їжджала в Україну, і став символом російської агресії. Є видом російської пропаганди. У провладних джерелах цей літературний рух також має генералізовану назву поезія «СВО».
Російські засоби масової інформації та держава підтримують і популяризують Z-поетів, виділяють їм час на телебаченні, а зірки шоубізнесу їздять із ними на агітаційні концерти по Росії та по окупованих територіях України. Російські пропагандисти просувають Z-поезію на телеканалах і у своїх соціальних мережах. У 2023 році збірка Z-поезії «ПоеZія російського літа» (рос. ПоеZия русского лета) стала доступною для читання на російському порталі «Госуслуги».

## Характеристика
Літературознавець Олег Лекманов характеризував Z-поезію як комічну, безграмотну, бездарну, що свідомо перекручує факти. У віршах вторгнення Росії в Україну прирівнюється до німецько-радянської війни, коли солдати Радянського Союзу відбивалися від нападу Третього Рейху.
Один із мотивів Z-поезії — звикання до смерті, ідеї жертовної смерті, радянські настанови щодо смерті за щось або проти чогось, ідея про те, що смерть виправдана і тим прийнятна, допустима: що нагадує особливості пропаганди СРСР, які почала застосовувати й пропаганда РФ.
Серед відомих творів жанру — вірш «Немов хуй дрочений у дупу підора» (рос. Словно хуй дрочёный в жопу пидора...), підписаний ім'ям Дениса Чернухіна. На думку видання «The Village», він «так потужно насичений гомоеротичними аналогіями, що породив цілий іронічний культ, який висміює підтримку війни в такій формі».

## Представники
У цьому піджанрі теж працюють різні люди. Є звичайнісінькі конформісти, які були завжди. У радянські роки вони писали в газети вірші до свят під проводом Сергія Михалкова. Є серед них і ті, хто щиро так думає.
Лев Рубінштейн
У серпні 2022 року телеканал Russia Today (RT) присвятив Z-літераторам документальний фільм «Культурний фронт». У його описі йдеться, що це фільм «про людей, чия творчість дає сили та надихає на подвиги».
Серед представників Z-поезії — Ігор Караулов, Олександр Пєлєвін, Анна Ревякіна, Анна Долгарєва, Марія Ватутіна, Владислав Маленко та інші.
У 2023 році група анонімних активістів, які виступають проти війни з Україною, створила у «ВКонтакте» профіль вигаданого «Z-поета» Геннадія Ракітіна, і почала під виглядом патріотичних віршів, що прославляють російське вторгнення, публікувати під його ім'ям переклади віршів письменників нацистської Німеччини. Вірші нібито російського поета Ракітіна, що надихали солдатів нацистської Німеччини 80 років тому, російські пропагандисти війни почали репостити, включати до російських конкурсів і відзначати на фестивалях поезії, російські чиновники, включно з Дмитром Рогозіним, додавалися до фейкового профілю «Z-поета» в «друзі».